# سكوت ماكنزي (لاعب كرة قدم)
سكوت ماكنزي (بالإنجليزية: Scott MacKenzie)‏ هو لاعب كرة قدم بريطاني في مركز الدفاع، ولد في 7 يوليو 1970 في غلاسكو في المملكة المتحدة. لعب مع كوين أوف ساوث ونادي سانت ميرين ونادي فالكيرك وهاميلتون أكاديميكال.